# Amédée de Montmayeur
Amédée de Montmayeur, mort en octobre 1422, est un évêque de Maurienne du début du XVe siècle, dit Amédée VI, issu du lignage noble des Montmayeur.
Un Amédée (V) de Montmayeur a été donné, par erreur, pour évêque à la suite d'Amédée V de Savoie-Achaïe par Joseph-Antoine Besson, repris par Grillet ou encore Timoléon Chapperon.

## Biographie

### Origines
Amédée (Aymon) de Montmayeur (Montmaieur ou encore de Montemajori) est issu du lignage noble des Montmayeur. Angley indique qu'il est le fils du maréchal de Savoie, Gaspard de Montmayeur, sans que cela ne soit précisé chez Besson ou Grillet. L'abbé Joseph Garin, qui produit une notice sur le maréchal, ne le mentionne pas. Les auteurs de La Savoie de l'an mil à la Réforme (1984) indiquent qu'il est le fils d'un maréchal de Savoie, sans précision duquel. Enfin, Félix Bernard (1883-1972) indique clairement « Amédée de Montmayeur fils de Gaspard Ier ». L'abbé et historien Saturnin Truchet (1828-1904) précise d'ailleurs qu'il est le frère du maréchal Gaspard II de Montmayeur.

### Carrière
Moine bénédictin, il est abbé de Saint-Michel-de-la-Cluse,. Il est nommé le 13 octobre 1410 sur le siège épiscopal de Maurienne,.
En 1413, il confirme les anciens statuts du Chapitre.
Le pape Jean XXIII souhaite son transfert sur le siège de Lausanne afin de remplacer Guillaume de Challant, promu sur le siège de Maurienne,. Il participe au concile de Pise, de 1409, réunissant des prélats favorables à la fin du schisme et qui voit l'élection de l'antipape Alexandre V. À la suite du concile de Constance, en 1415, le pape est déposé. Le nouveau pape Martin V annule l'action de transfert. Amédée de Montmayeur reste en Maurienne. 
Le 12 septembre 1417, la ville épiscopale accueille le pape Martin V. Le souverain pontif visite la cathédrale Saint-Jean-Baptiste où on lui présente les reliques de Jean le Baptiste. Le 1er février 1418, il est reçu comme cubiculaire du pape.

### Mort et sépulture
Amédée de Montmayeur meurt en octobre 1422. Peut être le 8, selon l'obituaire du chapitre de Maurienne (Angley — Mugnier), ou le 14 octobre.
Son corps est enseveli au pied de l'autel de l'ancienne chapelle Sainte-Thècle de la cathédrale Saint-Jean-Baptiste,,. Les armes de Montmayeur, tenues par des archanges ou des anges, en dessous d'un crosse épiscopale, sont sculptées sur chapelle. Ces deux anges représentent le bien. Au-dessous, « deux animaux apocalyptiques à double tête [...] s'attaquent au bien, mordent et tirent en bas le blason et les robes des anges qui les écrasent sous leurs pieds ». Une niche contenait une sculpture de son corps allongée, mais qui a disparu.
Alors qu'il était abbé de Saint-Michel-de-la-Cluse, il avait fait un don pour des réparations de la chapelle Sainte-Thècle et il avait fait la demande d'y être enterré.
Une plaquette, publiée en 1856, indiquait qu'il s'agissait du tombeau de Amédée V de Savoie-Achaïe. Un sondage a permis de distinguer deux corps au sein de la sépulture.